# Ioan Pop (sportiv)
Ioan Pop (n. 24 octombrie 1954, Cluj-Napoca) este un scrimer olimpic român specializat pe sabie, dublu laureat cu bronz la Montreal 1976 și Los Angeles 1984 iar dublu campion mondial în 1974 și în 1977. Este și conducător sportiv.

## Carieră
S-a apucat de scrima la vârsta de 11 ani la CSM Cluj cu antrenorii Bela Gurath și Adalbert Pellegrini. Doi ani mai târziu, a câștigat primul titlu național la vârsta. Când avea 15 ani, a început să se pregătească cu Ladislau Rohonyi, cel mai bun specialist al sabiei din România. În anul 1971, s-a alăturat în lotul olimpic și în anul 1973, după bacalaureat, s-a transferat la CSA Steaua cu antrenorii Dumitru Mustață, Alexandru Nilca și Constantin Nicolae. În același timp a început studiile de filosofie la Universitatea Babeș-Bolyai. Ulterior a absolvit la ANEFS.
A câștigat Campionatul Mondial pentru juniori din 1974 de la Istanbul. În același an a cucerit medalia de argint pe echipe la Campionatul Mondial pentru seniori de la Grenoble, și în anul următor medalia de bronz pe echipe la ediția de la Budapesta. A luat parte la ambele probe Jocurile Olimpice de vară din 1976 de la Montreal. La individual s-a clasat pe locul patru. Pe echipe România și-a adjudecat al treilea loc pe podium, după ce a învins Ungaria. Pentru acest rezultat a fost numit maestru emerit al sportului. În anul 1977 a obținut cea de-a doua medalie mondială de argint pe echipe la Buenos Aires, apoi două locuri patru în 1978 și în 1979. A participat din nou la ambele probe la Jocurile Olimpice de vară din 1980 de la Moscova, dar nu a cucerit nici o medalie. La Los Angeles 1984 s-a clasat pe locul 8 la individual și a cucerit medalia de bronz cu echipa.
După ce s-a retras a devenit antrenor de scrimă la „Progresul” București. În anul 1990 a fost ales secretar general adjunct al Federației Române de Scrimă. În paralel, a devenit antrenor principal lotului național de sabie masculin. Deși a contribuit la succesul lui Alin Lupeică, laureat cu bronz la individual la Campionat Mondial pentru juniori din 1993 și echipa României a câștigat medalia de bronz la Campionatul Mondial din 1994 de la Atena. În anul 1994 a plecat din România pentru a deveni antrenor național a Tunisiei la toate arme. Sub îndrumarea sa, Henda Zaouali s-a calificat la probele de spadă și de floretă la Jocurile Olimpice de vară din 1996 de la Atlanta.
În 1997 a devenit primul director tehnic al Federației Internaționale de Scrimă. Misiunea sa era să creeze niște școli de scrimă și să promoveze scrima în țările unde este încă insuficient de dezvoltată. În anul 2013 a fost inclus în Hall of Fame-ul scrimei de către FIE.

## Distincții
- Ordinul „Meritul Sportiv” clasa a III-a (18 august 1976) „pentru rezultatele deosebite obținute la Jocurile olimpice de vară de la Montreal – 1976, precum și pentru contribuția adusă la dezvoltarea activității sportive și la creșterea prestigiului sportului românesc pe plan internațional”[5]